# Bulimulus sp. nov. 'nilsodhneri'
Bulimulus sp. nov. 'nilsodhneri' es una especie de molusco gasterópodo de la familia Orthalicidae en el orden de los Stylommatophora.

## Distribución geográfica, hábitat y estado de conservación
Es endémica de Ecuador. Su hábitat natural son: matorrales áridos tropicales o subtropicales y campos de gramíneas de baja altitud.
Se encuentra en peligro de extinción por la pérdida de su hábitat natural.